# Volkspark Meußlitz

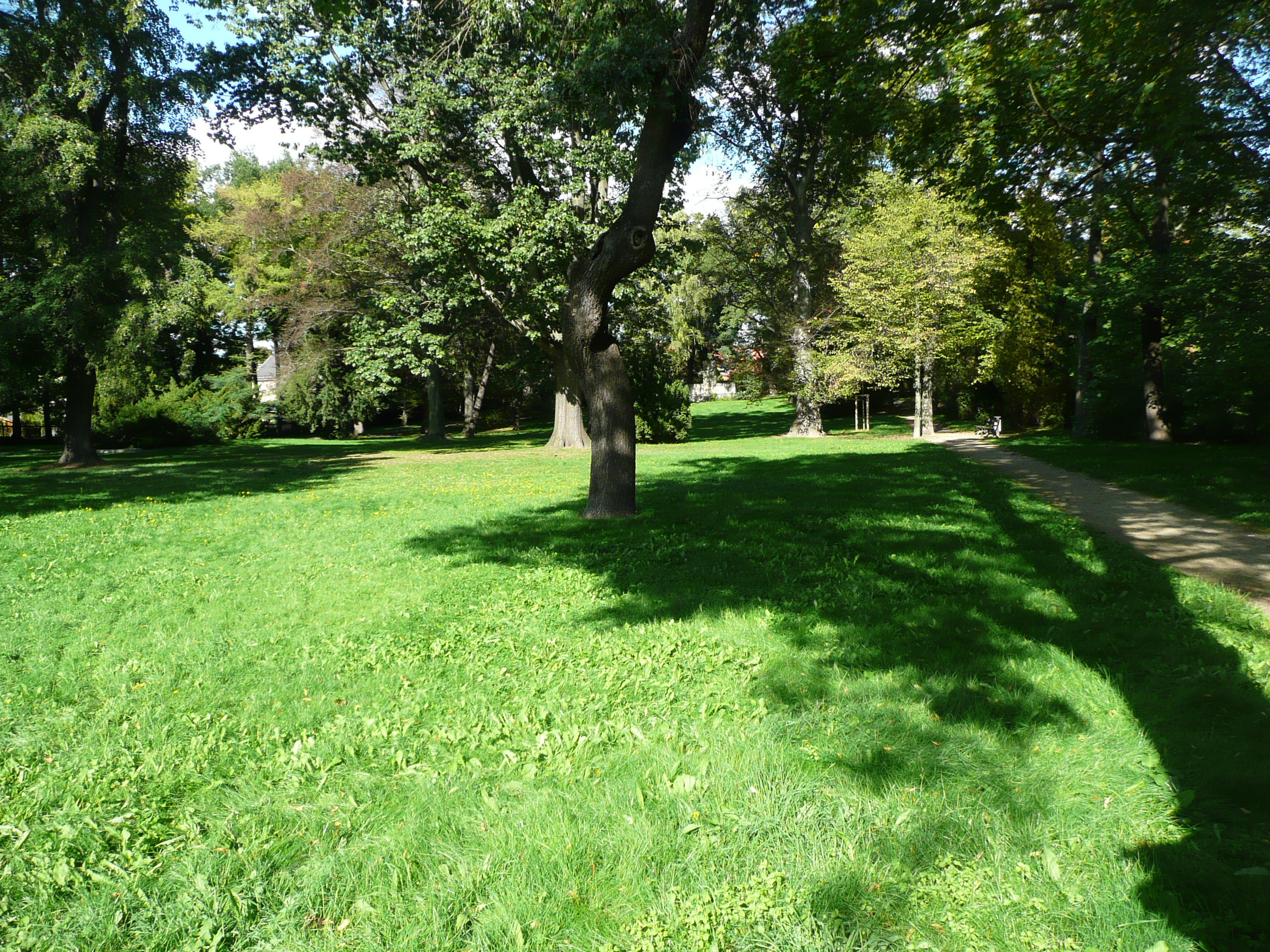
Volkspark Meußlitz

Der Volkspark Meußlitz ist eine Parkanlage im Dresdner Stadtteil Meußlitz. Da Meußlitz im Jahr 1922 in die Gemeinde Zschachwitz eingegliedert wurde, ist der Park auch unter dem Namen Volkspark Zschachwitz bekannt.

## Beschreibung
Der Volkspark Meußlitz erstreckt sich über eine Fläche von etwa 1,2 Hektar im Dresdener Stadtteil Meußlitz. Begrenzt wird er von der Struppener Straße, der Johannes-Brahms-Straße, der Bernard-Shaw-Straße und der Straße Am Sand. Der Park beherbergt einige botanische Besonderheiten, wie eine von zwei in Dresden wachsenden Gurken-Magnolien sowie eine Hagebuttenbirne. Außerdem stehen ein Kriegerdenkmal für die Gefallenen des Ersten Weltkriegs aus den Gemeinden Großzschachwitz, Meußlitz und Sporbitz sowie ein kleiner Brunnen in der Parkanlage.
Die Parkanlage steht unter der Objektnummer 09218572 unter Denkmalschutz und ist als Geschützter Landschaftsbestandteil der Stadt Dresden ausgewiesen. Das ehemalige Gärtnerhaus, das zum Wohnhaus umfunktioniert wurde, steht ebenfalls unter Denkmalschutz (Objektnummer 09218574).

## Geschichte
Ferdinand Wilhelm Bach, ein Seidenhändler aus Buchholz im Erzgebirge, ließ im Jahr 1828 auf dem Gelände des heutigen Volksparks einen privaten Landschaftsgarten anlegen. Bach, der enge Beziehungen zum Schloss Pillnitz pflegte, gelangte auf diesem Weg an einige botanische Besonderheiten für seine Gartenanlage, die zum Teil heute noch vorhanden sind. Aus der damaligen Zeit stammen zum Beispiel neben der Gurken-Magnolie und der Hagebuttenbirne eine Blutbuche, ein Zürgelbaum und eine Traubeneiche. Bach ließ zudem den Garten mit geschwungenen Wegen, mehreren Plastiken, Sandsteinvasen, Sitzgruppen sowie einem Brunnen ausstatten und von einem Zaun begrenzen. Am markantesten war eine Skulptur der Psyche auf einem Rondell in der Mitte der Anlage.
In der Anlage wurden ein Herrenhaus und ein Gärtnerwohnhaus errichtet. Das Herrenhaus diente zunächst als Wochenend- bzw. Sommerhaus für die Familie Timaeus, die Mitbesitzer von Jordan & Timaeus, einer der ersten Schokoladenfabriken in Dresden. Nach späteren Umbauten wohnte die Familie Timaeus ganzjährig im Herrenhaus. Weitere Bauwerke in der Gartenanlage waren ein Gewächshaus, um die exotischen Kübelpflanzen zu überwintern, ein Lusthaus sowie eine „Aurorahalle“ genannte Gartenlaube. Anna Louise Bach, die Tochter des Gartengründers, heiratete Johann Christian Eduard Timaeus, sodass die Anlage in den Privatbesitz der Familie Timaeus überging. Katharina Otto, die Tochter von Anna Timaeus und letzte Eigentümerin des Parks aus der Familie, musste 1928 aus finanziellen Gründen die Gartenanlage samt den zugehörigen Gebäuden an die Gemeinde Zschachwitz verkaufen. Die Gemeinde ließ den Park am 17. Mai 1929 mit einer feierlichen Zeremonie für die Öffentlichkeit freigeben.

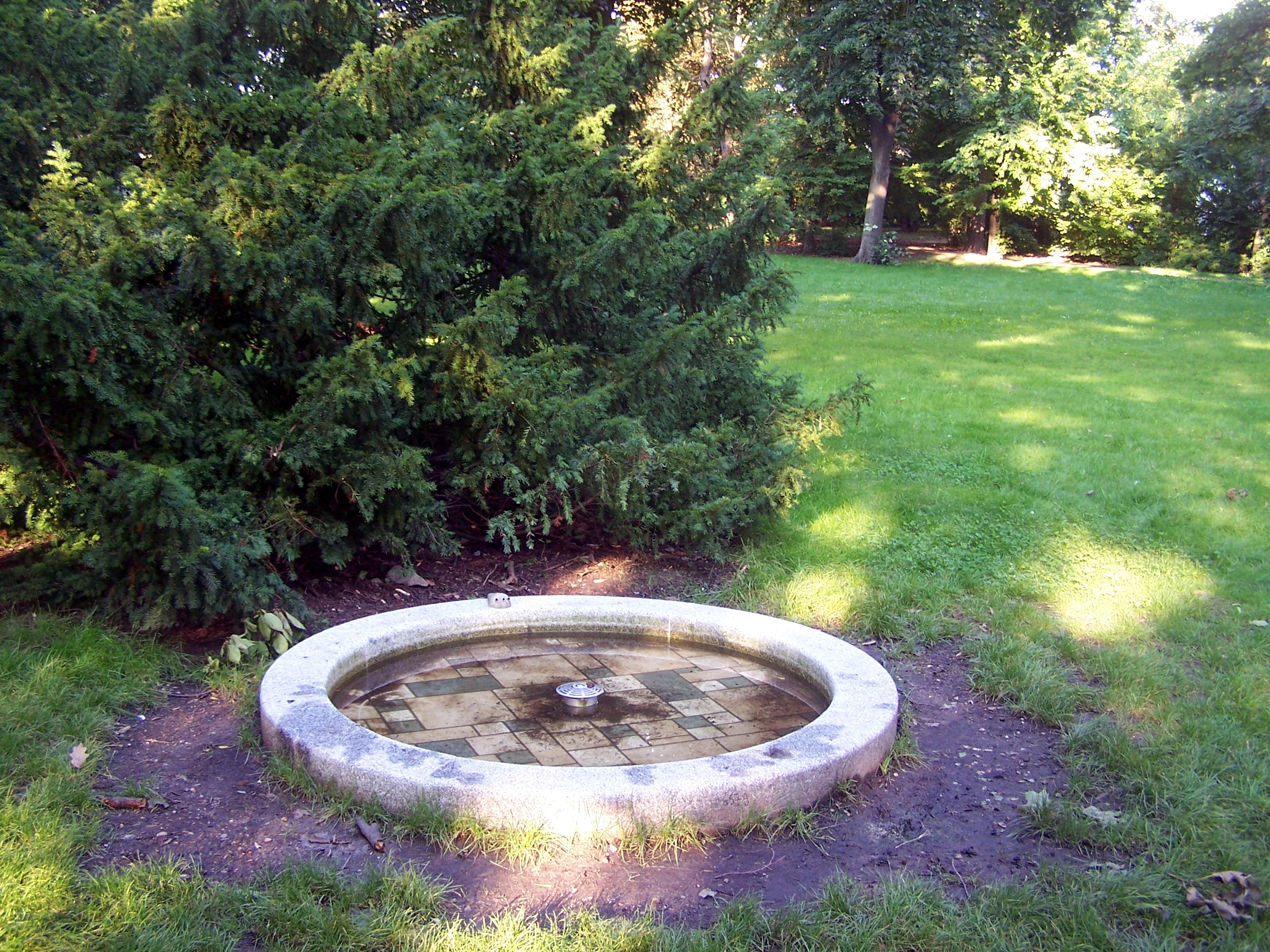
Sanierter Vogeltrinkbrunnen (2010)

Im Jahr 1934 wurde die Gartenanlage in einen Volkspark umgestaltet. Dazu wurde das Gartengelände in südwestliche Richtung erweitert und eine Fläche für verschiedene Sportarten eingerichtet. Darauf wurde im Sommer Tennis gespielt und im Winter eine Schlittschuhbahn angelegt. An der Stelle der Sportanlage befindet sich heute eine Kleingartensparte. Im Zuge der Neugestaltung wurde 1934 zudem das Kriegerdenkmal errichtet, das von Otto Schubert entworfen und von dem Bildhauer Richard Becher umgesetzt wurde. Außerdem wurde ein Vogeltrinkbrunnen im Park installiert, der mit einer Plastik eines Jungen und eines Schwans verziert ist. Während der Umgestaltung zum Volkspark wurde das System aus geschwungenen Wegen durch einen hufeisenförmigen Rundweg ersetzt. Die meisten der Steinvasen, Sitzplätze und Plastiken gingen in dieser Zeit verloren.
Mit der Eingemeindung von Zschachwitz nach Dresden im Jahr 1950 fiel der Besitz des Geländes an die Stadt Dresden und die Gebäude in die Obhut der kommunalen Wohnungsverwaltung. Das ehemalige Herrenhaus wurde als Mehrfamilienhaus genutzt. Die Parkanlage wurde während der Zeit der DDR zwar nur wenigen weiteren Pflege- oder Erhaltungsmaßnahmen unterstellt, stand jedoch als „Geschützter Park“ im Denkmalschutzgesetz.
Nach der Wende wurden das Herrenhaus und das Gärtnerhaus aus dem Gelände des Volksparks ausgegliedert. Die Parkfläche ging in den Bestand des Sächsischen Denkmalschutzgesetzes über.
Das Elbehochwasser 2002 verursachte massive Schäden in der Parkanlage.
Der Vogeltrinkbrunnen, der in den Jahren nach dem Zweiten Weltkrieg Vandalismus zum Opfer gefallen war (in dieser Zeit verschwand auch die Statue des Jungen mit dem Schwan), wurde auf Initiative des Ortsvereins Zschieren-Zschachwitz und des Vereins Zschachwitzer Dorfmühle neu errichtet und am 30. Mai 2010 offiziell eingeweiht.